# Atletica leggera ai Giochi della XI Olimpiade - Salto con l'asta

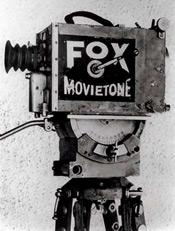
Video della gara (durata: 9'50")

La competizione del salto con l'asta maschile di atletica leggera ai Giochi della XI Olimpiade si è disputata il giorno 5 agosto 1936 allo Stadio Olimpico di Berlino.

## L'eccellenza mondiale
| Primatista mondiale     | 4,43 1936 | George Varoff  | 4º ai Trials |
| Vincitore selezioni USA | 4,34      | William Graber | Presente     |
| Migliore atleta non USA | 4,34 1936 | Sueo Ōe        | Presente     |

1. ↑  Stabilito il 4 luglio.
2. ↑  Stabilito il 26 aprile.

Il primatista mondiale, l'americano George Varoff (4,43), arriva soltanto quarto alle selezioni nazionali e per la dura legge dei Trials non può partecipare ai Giochi. I tre qualificati sono nell'ordine William Graber, Bill Sefton ed Earle Meadows, tutti californiani.

## Risultati

### Turno eliminatorio
Qualificazione3,80 m
Ben 25 atleti ottengono la misura richiesta.
Risultano eliminati.
| Pos. | Atleta                | Nazione    | Misura |
| ---- | --------------------- | ---------- | ------ |
| 26   | Aulis Reinikka        | Finlandia  | 3,70   |
| 26   | Evald Äärma           | Estonia    | 3,70   |
| 26   | Jaša Bakov            | Jugoslavia | 3,70   |
| 29   | Guillermo Chirichigno | Perù       | 3,50   |
| 29   | Rigoberto Pérez       | Messico    | 3,50   |

### Finale
Come a Los Angeles 1932, la finale è un testa a testa tra americani e giapponesi.

La battaglia, della durata di 5 ore, si decide nella notte, alla luce dei riflettori. Meadows vince superando 4,35 alla seconda prova, mentre i due migliori nipponici si assicurano le altre medaglie,  relegando il secondo americano al quarto posto. È la prima finale “lunga” nella storia dell'asta.

Nonostante siano classificati secondi alla pari, il capo delegazione giapponese decide che Nishida debba avere l'argento ed Oe il bronzo in base all'età.

Al loro ritorno in patria, le medaglie di Nishida e Oe verranno tagliate in due per ordine della federazione. Un orafo provvederà poi a legare ciascuna metà d'argento con una metà di bronzo: entrambi i saltatori avranno così la stessa medaglia.
| Pos.    | Atleta             | Età | Nazione            | Misura | Salti di finale | Salti di finale | Salti di finale | Salti di finale | Salti di finale | Salti di finale | Salti di finale | Salti di finale | Spareggio | Spareggio | Spareggio |
| Pos.    | Atleta             | Età | Nazione            | Misura | 3,40            | 3,60            | 3,80            | 4,00            | 4,15            | 4,25            | 4,35            | 4,45            | 4,35      | 4,25      | 4,15      |
| ------- | ------------------ | --- | ------------------ | ------ | --------------- | --------------- | --------------- | --------------- | --------------- | --------------- | --------------- | --------------- | --------- | --------- | --------- |
| Oro     | Earle Meadows      | 23  | Stati Uniti        | 4,35   | -               | o               | -               | o               | o               | xo              | xo              | xxx             |           |           |           |
| Argento | Shūhei Nishida     | 26  | Giappone           | 4,25   | -               | -               | o               | o               | o               | o               | xxx             |                 | x         | x         | o         |
| Bronzo  | Sueo Ōe            | 22  | Giappone           | 4,25   | -               | -               | o               | o               | o               | xo              | xxx             |                 | x         | x         | o         |
| 4       | Bill Sefton        | 21  | Stati Uniti        | 4,25   | -               | o               | -               | o               | xxo             | o               | xxx             |                 | x         | x         | x         |
| 5       | Bill Graber        | 25  | Stati Uniti        | 4,15   | -               | o               | -               | o               | xo              | xxx             |                 |                 |           |           |           |
| 6       | Josef Haunzwickel  | 20  | Austria            | 4,00   | -               | -               | o               | o               | xxx             |                 |                 |                 |           |           |           |
| 6       | Alfred Proksch     | 27  | Austria            | 4,00   | -               | o               | o               | o               | xxx             |                 |                 |                 |           |           |           |
| 6       | Bo Ljungberg       | 24  | Svezia             | 4,00   | -               | o               | o               | o               | xxx             |                 |                 |                 |           |           |           |
| 6       | Danilo Innocenti   | 32  | Italia             | 4,00   | -               | o               | o               | o               | xxx             |                 |                 |                 |           |           |           |
| 6       | Frederick Webster  | 21  | Gran Bretagna      | 4,00   | -               | o               | o               | o               | xxx             |                 |                 |                 |           |           |           |
| 6       | Jan Korejs         | 29  | Cecoslovacchia     | 4,00   | -               | o               | o               | o               | xxx             |                 |                 |                 |           |           |           |
| 6       | Kiyoshi Adachi     | 22  | Giappone           | 4,00   | -               | o               | o               | xo              | xxx             |                 |                 |                 |           |           |           |
| 6       | Péter Bácsalmási   | 27  | Ungheria           | 4,00   | -               | o               | o               | xo              | xxx             |                 |                 |                 |           |           |           |
| 6       | Syl Apps           | 21  | Canada             | 4,00   | -               | o               | o               | xxo             | xxx             |                 |                 |                 |           |           |           |
| 6       | Viktor Zsuffka     | 26  | Ungheria           | 4,00   | -               | o               | o               | xxo             | xxx             |                 |                 |                 |           |           |           |
| 6       | Wilhelm Schneider  | 29  | Polonia            | 4,00   | -               | xo              | o               | xxo             | xxx             |                 |                 |                 |           |           |           |
| 17      | Andries du Plessis | 24  | Sudafrica          | 3,80   | o               | o               | o               | xxx             |                 |                 |                 |                 |           |           |           |
| 17      | Ernst Larsen       | 26  | Danimarca          | 3,80   | -               | o               | o               | xxx             |                 |                 |                 |                 |           |           |           |
| 17      | Fu Baolu           | 23  | Repubblica di Cina | 3,80   | -               | o               | o               | xxx             |                 |                 |                 |                 |           |           |           |
| 17      | Julius Müller      | 33  | Germania           | 3,80   | -               | o               | o               | xxx             |                 |                 |                 |                 |           |           |           |
| 17      | Miroslav Klásek    | 23  | Cecoslovacchia     | 3,80   | -               | o               | o               | xxx             |                 |                 |                 |                 |           |           |           |
| 17      | Pierre Ramadier    | 34  | Francia            | 3,80   | -               | o               | o               | xxx             |                 |                 |                 |                 |           |           |           |
| 17      | Siegfried Schulz   | 26  | Germania           | 3,80   | -               | o               | o               | xxx             |                 |                 |                 |                 |           |           |           |
| 24      | Adolfo Schlegel    | 36  | Cile               | 3,60   | -               | xo              | x-              |                 |                 |                 |                 |                 |           |           |           |
| 25      | André Crépin       | 28  | Francia            | 3,40   | o               | xxx             |                 |                 |                 |                 |                 |                 |           |           |           |